# Dayak-Flughunde
Dayak-Flughunde (Dyacopterus) sind eine Gattung in der Gattungsgruppe der Kurznasenflughunde mit drei Arten, die in Südostasien vorkommen.

## Merkmale
Der lange Zeit als einzige Art der Gattung gelistete Gemeine Dayak-Flughund hat eine Kopfrumpflänge von 110 bis 150 mm, eine Schwanzlänge von 13 bis 18 mm, eine Unterarmlänge von 76 bis 92 mm sowie ein Gewicht von 70 bis 100 g. Die 2007 neu beschriebene Art Dyacopterus rickarti ist größer und mit einem Gewicht von 138 bis 148 g schwerer. Das Fell ist auf dem Rücken sowie am Kopf dunkel graubraun bis schwarz, während die Unterseite heller gefärbt ist. Beim Gemeinen Dayak-Flughund besitzt die Schulterregion eine gelbe Schattierung.

## Arten und Verbreitung
Folgende Arten zählen zur Gattung:
- Der Brooks-Dayak-Flughund (Dyacopterus brooksi) ist auf Sumatra endemisch.  Er galt bis zum Beginn des 21. Jahrhunderts als Unterart des Gemeinen Dayak-Flughund.
- Der Philippinen-Dayak-Flughund (Dyacopterus rickarti) kommt auf den philippinischen Inseln Luzon und Mindanao vor.[4]
- Das Verbreitungsgebiet des Gemeinen Dayak-Flughundes (Dyacopterus spadiceus) reicht von der Malaiischen Halbinsel über Sumatra und Borneo bis zu den Philippinen.

## Lebensweise
Das Verhalten ist hauptsächlich für den Gemeinen Dayak-Flughund bekannt. Vermutlich besitzen die anderen Arten eine ähnliche Lebensweise.
Diese Flughunde halten sich meist in Baumkronen auf und fliegen oberhalb der Wälder, womit sie schwer zu untersuchen sind. Sie bilden am Ruheplatz kleinere Gruppen und sind nachtaktiv. Als Schlafplatz dienen Höhlen oder Baumhöhlen. Bei Männchen des Gemeinen Dayak-Flughundes kommen Drüsen mit Milchfluss vor. Es ist jedoch umstritten, ob diese Milch zur Aufzucht der Jungtiere verwendet wird, oder ob es sich um eine Form von Galaktorrhoe handelt. Untersuchte Weibchen von Dyacopterus rickarti waren mit einem Jungtier trächtig. Beim Gemeinen Dayak-Flughund kann ein Wurf aus zwei Nachkommen bestehen.

## Status
Dayak-Flughunde sind durch Jagd, Waldrodungen und unkontrollierte Brände bedroht. Die IUCN listet Brooks-Dayak-Flughund als gefährdet (Vulnerable) und den Gemeinen Dayak-Flughund in der Vorwarnliste (Near Threatened). Dyacopterus rickarti wurde noch nicht eingestuft.